# 藤本英雄
藤本 英雄（ふじもと ひでお、1918年5月18日 - 1997年4月26日）は、韓国釜山生まれ、山口県下関市彦島育ちのプロ野球選手（投手）・コーチ・監督、解説者。韓国名は李 八龍（이팔용）。日本名は後に中上 英雄（なかがみ ひでお）。
1940年代から50年代前半にかけての巨人の主力投手。明治大学では34勝するなどエースとして2度の優勝に貢献。1943年に巨人に入団するといきなり10連勝、翌1944年も34勝を挙げ優勝に貢献。この年に記録した、防御率0.73、19完封は日本プロ野球記録。1944年には史上最年少の25歳で監督に就任している。戦後は肩を痛めるも、スライダーをマスターして巨人の主力投手に復活し、1950年には日本プロ野球史上初の完全試合を達成した。通算成績でも防御率1.90、勝率.697の日本プロ野球記録を持つ。引退後は巨人の二軍監督・コーチを経て、社会人野球の大和証券の監督を務め都市対抗野球にも出場した。1976年に野球殿堂入り。

## 経歴

### プロ入りまで
釜山で生まれ、8歳の時に下関市の彦島に移り、小学校4年で野球を始める。旧制下関商時代は1935年春と1937年春に甲子園へ出場。この頃は毎日彦島からの連絡船に乗って通学していたが、同じ船に同乗していた後の木暮実千代が、藤本のファンであったという。
下関商はどちらかというと法政大学系であったが、明治大学出身の迫畑正巳からコーチを受けたことから、1938年に明治大学に進学する。また、卒業に際して金鯱軍の岡田源三郎からも誘いを受けたが、進学を理由に断りを入れている。大学同期の投手に林義一がいる。藤本の直球の球威からケガを防止するため、捕手は投球練習であってもレガースとプロテクターを付けていたという。1940年に明治大学黄金時代のエース清水秀雄が中退して職業野球入りすると、藤本がエースとなり秋季リーグでは4勝無敗、防御率0.62を記録して優勝に貢献。1942年の春季リーグでも9勝1敗（うちノーヒットノーランを含む3完封）、さらには打撃でも.310でベストテンに入るなど一人気を吐いて、再び優勝に貢献した。しかし、同年9月に文部省の措置により繰り上げ卒業となった。明治大学時代は通算34勝9敗（勝利数は六大学歴代10位、明大の投手としては現在も最多）を記録している。

### 現役時代（戦前）
大学卒業に当たって、東京巨人軍のほか朝日軍・南海軍・阪急から勧誘を受ける。下関商業の先輩である巨人軍の平山菊二の誘いを受けて巨人軍代表の市岡忠男と会って入団を決心し、シーズン途中の9月25日に東京巨人軍へ入団。六大学随一の豪速球投手のプロ入りで、当時主将の水原茂が応召された直後ということもあり、9月27日の対大洋戦での初登板の際には読売新聞に先発予告が掲載されるなど大々的に宣伝され、当時の巨人主催試合の動員新記録（16,942名）を作った。しかし、この時の藤本は1か月ほど練習ができておらず調子は最低で、野口明や佐藤武夫に本塁打を打たれて3点を失い、8回からはスタルヒンのリリーフを受けてようやく勝利投手となった。監督の藤本定義によると、藤本が十分に調整をして臨んだら、当時の職業野球では到底打てるはずがなく、打てないとなると「なんだ職業野球は、六大学より弱いのか」と見られてしまう。そこで、職業野球の強さを見せておく必要があるため、藤本の調子が上がらないうちにデビューさせたという。藤本は10日ほどたつと体調も万全となり、3試合目の登板となる10月6日の朝日軍戦で2勝目を完封で飾るとその後も閉幕まで勝ち続け、新人ながら無傷の10連勝を果たす。
2年目の1943年には、前年度26勝のスタルヒンが病気で、21勝の広瀬習一が応召でそれぞれ戦列を離れる中、藤本はエースとして孤軍奮闘する。まず、5月22日の名古屋軍戦（後楽園）でノーヒットノーランを達成。また、夏場の7月16日から8月17日の1か月間に8完封を含む11連勝を記録し、100イニングでわずか自責点2、さらに8月1日から9月15日にかけて62イニング無失点と打者を圧倒した。結局、シーズンではチーム84試合中の46試合に先発し、34勝、防御率0.73、253奪三振で最多勝・最優秀防御率・最多奪三振の三冠、さらに勝率.756で最高勝率を受賞し、19完封もリーグ1位で、1937年春の沢村栄治、1938年秋のヴィクトル・スタルヒンに次ぐ日本プロ野球史上3人目の投手五冠を達成した。防御率0.73、19完封は現在も日本プロ野球記録として残っている。このシーズン藤本は投手として圧倒的な成績を残すが、最高殊勲選手はリーグで唯一の三割打者であった呉昌征が選ばれたため、惜しくも選に漏れた。なお、この年に結婚して中上家の婿養子となるが、選手としての登録名は「藤本英雄」のまま引退まで通している。
1944年は投手ながら3番を打ち、監督と主将も兼任。人員不足の戦中にあってチームを支えた。25歳での監督就任は日本プロ野球史上最年少記録であり、これは未だ更新されていない。選手は産業戦士として午前中は東芝府中工場で働き、午後は野球の練習を許されたが、グラウンドはどこも芋畑になっていて使えなかったため、時々ではあったが藤本のつてで代田橋にあった明治大学グラウンドを借りて練習していたという。この状況の中で同年の春期シリーズでは、11勝3敗の勝率.786で阪神と同率首位となる。藤本は選手としても須田博（スタルヒン）の6勝に次ぐ5勝（2敗）、打率.320を記録して陣頭指揮でチームを牽引した。しかし、夏季シリーズでは国籍を理由に須田が出場できなくなり、負担がかかった藤本は調子を落として5勝6敗に終わる。チームも8勝11敗と負け越し、主力選手がほとんど残っていた阪神に優勝を掠われて巨人は7連覇を逃した。

### 現役時代（戦後）

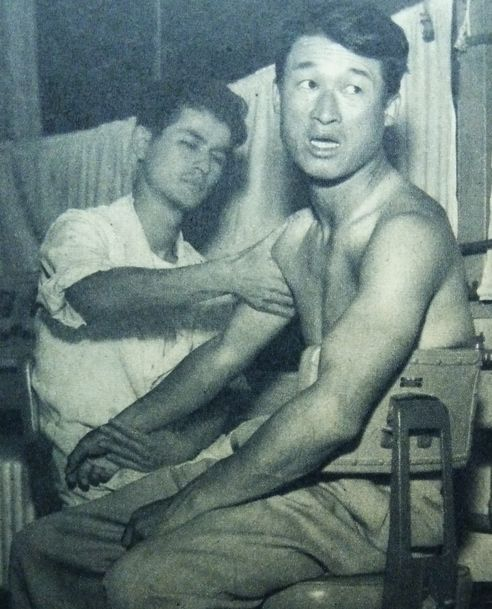
1955年

1946年途中まで監督を兼任し、同年シーズン途中に中島治康が兼任監督として巨人に復帰したのを受けて選手専任に戻る。この年は近藤貞雄（23勝）に次ぐ21勝を挙げ、防御率2.11で再び最優秀防御率を獲得。しかし、藤本が巨人と再契約する時に受け取った5,000円の契約金について、球団代表・市岡忠男からの「シーズン後にまた返すから一旦返してほしい」の求めに応じて返還したが、シーズン後になっても返還されなかったことで球団に不信感を抱く。そのような状況の中で中部日本ドラゴンズ球団代表の赤嶺昌志の勧誘を受け、1947年に中日へ移籍する。中日への移籍については、中島との監督交代に伴う感情問題が原因ともされる。当時中日には清水秀雄・杉浦清といった明大出身の主力選手がいたが、明大関係での勧誘ではなく、かえってお互いをライバル視してしまい、簡単に団結はできなかったという。中日では17勝、防御率1.83（リーグ2位）を記録し、清水秀雄（23勝）・服部受弘（16勝）とともに中日の2位躍進の原動力となる。しかし、シーズン後半に肩を故障。8月上旬以降5連敗してしまい、勝ち星を伸ばせないまま9月末で戦列を離れた。
1948年に三原修総監督の要請で巨人に復帰するが、巨人は中日に対して6万円の移籍金を払ったともされる。シーズン初めは主に外野手として出場。今度は足を故障し、投手へと戻らざるを得なくなった。幸い、外野手に転向している間に投球ができる程度に肩は回復。投手復帰に向けた練習をしていた頃、同じく肩を痛めて二軍にいた宇野光雄とキャッチボールをしていたところ、藤本の投げたボールがぱっと右へ切れたことを宇野が指摘。これをきっかけに、ボブ・フェラーの投球術の本『ハウツウ・ピッチ』（あるいはハル・ニューハウザーの『ハウ・トゥ・ピッチング』）を参考にしてスライダーを習得。肩の故障で球威は落ちたものの復活し、1949年にはラビットボール導入でリーグ全体の投手成績が悪化する中、リーグでただ一人防御率1点台（1.94）を記録。自身3度目の最優秀防御率のタイトルを獲得し、勝利数も24勝（リーグ2位）を挙げるなど安定した成績を残した。
1950年6月28日の西日本戦（青森）では蟹の食べ過ぎで腹痛を起こした多田文久三に代わって先発を務め、日本プロ野球史上初の完全試合を達成。藤本自身も前夜「青森での登板はないだろう」と判断して、函館から青森に移動する青函連絡船の中で徹夜マージャンに興じ、ほとんど睡眠をとらない状態で登板しての記録達成だった。しかし、この試合に新聞記者は4人いたがカメラマンがいなかったため、達成時の写真がないという華々しさが残らない結末となった（梅雨を避けての東北・北海道遠征の最中で前日の函館での試合のあと、遠征に帯同していた記者たちのほとんどが東京に戻ってしまっていたという）。当時中学生だった寺山修司がこの試合を観戦しており、バットボーイは少年時代のなかにし礼が務めた。この年も26勝（リーグ3位）、防御率2.44（同2位）の好成績を挙げる。
1951年は15勝、防御率3.13（リーグ10位）の成績だったが、23勝の松田清、21勝の別所毅彦を差し置いて、野手陣から推されて、南海ホークスとの日本シリーズ第一戦に先発登板する。この試合で10安打を打たれながら要所を押さえて完封勝利すると、第5戦でも2失点で完投勝利を挙げて胴上げ投手となった。その後も、1952年は16勝6敗、防御率2.36（リーグ6位）、1953年は17勝6敗、防御率2.08（リーグ2位）と安定的な記録を残すなど、1949年から1953年までの5年間に毎年15勝以上を記録し、別所毅彦・大友工らとともに第二期黄金時代の巨人の投手陣を支えた。1954年に指のケガにより1勝に終わる。
1955年になると球威が激減するなど急速に衰えが見られて、開幕から戦列を離れていた。唯一の登板となった10月11日の広島戦（和歌山）で、先発の堀内庄の後を受けて試合中盤の5回から登板。向かい風を活かしたカーブで好投して1安打無失点に抑え、200勝を達成。同年限りで現役を引退。

### 引退後
1956年は巨人の二軍監督に就任するが、あまりに規則が厳しくて選手が困ったという。1957年は一軍投手コーチに遷るが、日本シリーズで西鉄に敗れると、品川主計球団社長によって谷口五郎と共にコーチを解任された。
巨人退団後は明大の先輩である小西得郎の招聘で大和証券監督（1958年 - 1961年）を務め、1961年にはチームを都市対抗に導いた。当時大和証券の役員の一人が偶然にも藤本と同じ下関商業出身で、この話はスムーズに運ばれ、形としては小西総監督・中上監督体制となった。チームでは後に明大で監督、総監督を務める別府隆彦、1年目の小弓場保・三田晃がプレーしていた。関東学院大学と対戦した際には青木宥明にノーヒットノーランに抑えられるが、藤本は「サイドからのシュートはプロ向きかな」と感じて古巣の巨人に紹介している。
その後は日本テレビ「○曜ナイター」解説者・報知新聞評論家を務め、1968年には祖国・韓国を訪問。ソウル・釜山・大田・大邱で少年野球教室を開いたほか、韓国野球協会設立にも尽力し、野球の普及に務めた。
1973年には妻と共にアメリカカリフォルニア州ロサンゼルスへ渡り、読売新聞ロサンゼルス支局駐在員に就任。事実上は巨人の米国担当スカウトとして活動し、スコアブックをつけながら、米国各地を回った。藤本がロサンゼルスで生活していた頃、子供達家族も夏休みになると、ロスで楽しい夏休みを過ごした。英語の勉強をしながらフジテレビ「アメリカ大リーグ実況中継」解説者（1978年 - 1979年）も務め、パイレーツが1勝3敗からオリオールズに逆転で世界一となった1979年のワールドシリーズでは報知新聞に全7戦の評論を寄稿。第1戦では「朝ホテルの窓から外を見たら雪が積もっていた…」と現地から報告し、午後に雪交じりの雨が止んで試合が決行すると、気温3度の中で行われた試合の様子を伝えた。原稿の締めでは「かつて日本人は内野守備がうまいといわれたが、守備範囲の広さなど、このシリーズを見ただけでもまだまだ差がある。確かにつまらぬミスも多い。またそこが楽しい」とメジャーの魅力を語った。1976年に野球殿堂入り。
1997年4月26日午前1時22分、心筋梗塞のため東京都千代田区の東京警察病院で死去。78歳没。

## 選手としての特徴
非常にスタミナがあり、試合前の投球練習で少なくとも100球投げ、試合中は前半より後半、連投であれば前日より翌日の方が調子が良かった。
藤本とは巨人軍入団同期の青田昇が語ったところによると、「藤本英雄のスライダーは、投げてから手元でホップするところまではストレートと同じで、そこからスッと曲がった。後のプロ野球で藤本英雄と同じスライダーを投げたのは、稲尾和久と伊藤智仁しかいない」という。
投手ながら打撃がよく、1944年に打率.268を打って打撃成績9位に入ったほか、1950年に放った7本塁打は、2010年代に二刀流の大谷翔平が登場するまで、長く投手としての最多本塁打記録となっていた。日本シリーズでも19打数6安打で打率.316の記録を残している。1946年12月に公開された映画「二死満塁」の宣伝企画として、同年11月に読売杯争奪日本野球大会において、大映が「二死満塁にホームランを打った選手に賞金一万円」懸賞を企画した際には、投手ながら本塁打を打ち、賞金を獲得した。

## 人物
二軍監督時代に知人の勧めでゴルフを始め、持前の練習熱心さを発揮して、めきめき上達しハンディーも5くらいになった。藤本の影響で、2人の息子も学生時代に入っていた野球部を辞めて、大学でゴルフ部に入った。家族で千葉カントリークラブのメンバーになり、娘も子育てが一段落してからゴルフを始めて、藤本親子でラウンドして楽しんだ。晩年は、孫もゴルフ部であったため、3世代でラウンドできた。
麻雀も好きであったが、役満に対して平和で突っ張るなど、相手が大きな手を作れば作るほど立ち向かっているところがあり、下手ではないが、勝負には弱かった。1950年に完全試合を達成した際に球団から5万円の賞金が出たが、全額が麻雀のつけとして川上哲治・青田昇・別所毅彦に取られてしまう。周囲は気の毒に思って、一時藤本をメンバーから外したところ、藤本は野球場へ移動する際に麻雀牌を1つユニフォームのポケットに入れて出かけるようになった。当時、麻雀牌を揃えることは簡単でなく、牌が1つ欠けるとゲームができなくなってしまったため、やむなく再び藤本がメンバーに加えられたという。

## 詳細情報

### 年度別投手成績
| 年 度      | 球 団      | 登 板 | 先 発 | 完 投 | 完 封 | 無 四 球 | 勝 利 | 敗 戦 | セ 丨 ブ | ホ 丨 ル ド | 勝 率 | 打 者 | 投 球 回 | 被 安 打 | 被 本 塁 打 | 与 四 球 | 敬 遠 | 与 死 球 | 奪 三 振 | 暴 投 | ボ 丨 ク | 失 点 | 自 責 点 | 防 御 率 | W H I P |
| ---------- | ---------- | ----- | ----- | ----- | ----- | -------- | ----- | ----- | -------- | ----------- | ----- | ----- | -------- | -------- | ----------- | -------- | ----- | -------- | -------- | ----- | -------- | ----- | -------- | -------- | ------- |
| 1942       | 巨人       | 14    | 12    | 9     | 4     | 2        | 10    | 0     | --       | --          | 1.000 | 433   | 111.0    | 64       | 2           | 36       | --    | 0        | 53       | 0     | 0        | 15    | 10       | 0.81     | 0.90    |
| 1943       | 巨人       | 56    | 46    | 39    | 19    | 3        | 34    | 11    | --       | --          | .756  | 1664  | 432.2    | 212      | 3           | 168      | --    | 1        | 253      | 9     | 0        | 57    | 35       | 0.73     | 0.88    |
| 1944       | 巨人       | 21    | 19    | 17    | 5     | 1        | 10    | 8     | --       | --          | .556  | 693   | 169.2    | 132      | 3           | 62       | --    | 1        | 113      | 2     | 0        | 54    | 30       | 1.59     | 1.14    |
| 1946       | 巨人       | 31    | 25    | 21    | 9     | 1        | 21    | 6     | --       | --          | .778  | 870   | 217.1    | 171      | 6           | 81       | --    | 0        | 83       | 1     | 0        | 63    | 51       | 2.11     | 1.16    |
| 1947       | 中日       | 35    | 31    | 27    | 4     | 1        | 17    | 15    | --       | --          | .531  | 1062  | 275.0    | 220      | 7           | 52       | --    | 5        | 77       | 1     | 0        | 67    | 56       | 1.83     | 0.99    |
| 1948       | 巨人       | 22    | 12    | 9     | 0     | 1        | 8     | 5     | --       | --          | .615  | 517   | 131.0    | 104      | 3           | 24       | --    | 3        | 51       | 2     | 1        | 33    | 25       | 1.72     | 0.98    |
| 1949       | 巨人       | 39    | 31    | 29    | 5     | 5        | 24    | 7     | --       | --          | .774  | 1137  | 288.0    | 238      | 14          | 55       | --    | 6        | 137      | 1     | 0        | 72    | 62       | 1.94     | 1.02    |
| 1950       | 巨人       | 49    | 34    | 33    | 6     | 8        | 26    | 14    | --       | --          | .650  | 1442  | 360.1    | 307      | 25          | 70       | --    | 2        | 156      | 1     | 0        | 117   | 98       | 2.44     | 1.05    |
| 1951       | 巨人       | 31    | 25    | 16    | 3     | 3        | 15    | 7     | --       | --          | .682  | 822   | 206.1    | 189      | 7           | 41       | --    | 3        | 88       | 1     | 1        | 89    | 72       | 3.13     | 1.11    |
| 1952       | 巨人       | 34    | 25    | 14    | 5     | 3        | 16    | 6     | --       | --          | .727  | 830   | 213.2    | 169      | 11          | 38       | --    | 2        | 89       | 0     | 0        | 68    | 56       | 2.36     | 0.97    |
| 1953       | 巨人       | 29    | 25    | 13    | 3     | 7        | 17    | 6     | --       | --          | .739  | 777   | 198.2    | 166      | 9           | 30       | --    | 1        | 73       | 0     | 0        | 60    | 46       | 2.08     | 0.99    |
| 1954       | 巨人       | 5     | 5     | 0     | 0     | 0        | 1     | 2     | --       | --          | .333  | 83    | 19.2     | 21       | 3           | 4        | --    | 1        | 4        | 0     | 0        | 15    | 13       | 5.85     | 1.27    |
| 1955       | 巨人       | 1     | 0     | 0     | 0     | 0        | 1     | 0     | --       | --          | 1.000 | 16    | 5.0      | 1        | 0           | 0        | 0     | 0        | 0        | 0     | 0        | 0     | 0        | 0.00     | 0.20    |
| 通算：13年 | 通算：13年 | 367   | 290   | 227   | 63    | 35       | 200   | 87    | --       | --          | .697  | 10346 | 2628.1   | 1994     | 93          | 661      | 0     | 25       | 1177     | 18    | 2        | 710   | 554      | 1.90     | 1.01    |

- 各年度の太字はリーグ最高、赤太字はNPB記録（通算成績は2000投球回以上）

### 年度別打撃成績
| 年 度      | 球 団      | 試 合 | 打 席 | 打 数 | 得 点 | 安 打 | 二 塁 打 | 三 塁 打 | 本 塁 打 | 塁 打 | 打 点 | 盗 塁 | 盗 塁 死 | 犠 打 | 犠 飛 | 四 球 | 敬 遠 | 死 球 | 三 振 | 併 殺 打 | 打 率 | 出 塁 率 | 長 打 率 | O P S |
| ---------- | ---------- | ----- | ----- | ----- | ----- | ----- | -------- | -------- | -------- | ----- | ----- | ----- | -------- | ----- | ----- | ----- | ----- | ----- | ----- | -------- | ----- | -------- | -------- | ----- |
| 1942       | 巨人       | 14    | 47    | 41    | 3     | 9     | 1        | 1        | 0        | 12    | 7     | 0     | 0        | 0     | --    | 6     | --    | 0     | 3     | --       | .220  | .319     | .293     | .612  |
| 1943       | 巨人       | 63    | 200   | 183   | 11    | 34    | 5        | 0        | 0        | 39    | 12    | 5     | 2        | 3     | --    | 14    | --    | 0     | 10    | --       | .186  | .244     | .213     | .457  |
| 1944       | 巨人       | 34    | 143   | 123   | 19    | 33    | 6        | 2        | 1        | 46    | 11    | 8     | 2        | 1     | --    | 19    | --    | 0     | 9     | --       | .268  | .366     | .374     | .740  |
| 1946       | 巨人       | 52    | 140   | 126   | 15    | 29    | 6        | 2        | 1        | 42    | 19    | 2     | 1        | 0     | --    | 14    | --    | 0     | 12    | --       | .230  | .307     | .333     | .640  |
| 1947       | 中日       | 61    | 141   | 127   | 14    | 32    | 3        | 0        | 1        | 38    | 11    | 3     | 2        | 1     | --    | 13    | --    | 0     | 11    | --       | .252  | .321     | .299     | .621  |
| 1948       | 巨人       | 57    | 138   | 129   | 8     | 28    | 2        | 1        | 0        | 32    | 9     | 5     | 2        | 0     | --    | 8     | --    | 1     | 8     | --       | .217  | .268     | .248     | .516  |
| 1949       | 巨人       | 52    | 139   | 116   | 20    | 33    | 6        | 1        | 3        | 50    | 19    | 2     | 1        | 7     | --    | 16    | --    | 0     | 12    | --       | .284  | .371     | .431     | .802  |
| 1950       | 巨人       | 88    | 194   | 172   | 19    | 49    | 4        | 1        | 7        | 76    | 24    | 2     | 2        | 0     | --    | 22    | --    | 0     | 13    | 7        | .285  | .366     | .442     | .808  |
| 1951       | 巨人       | 55    | 104   | 88    | 9     | 25    | 3        | 1        | 0        | 30    | 18    | 1     | 0        | 2     | --    | 13    | --    | 1     | 10    | 4        | .284  | .382     | .341     | .723  |
| 1952       | 巨人       | 38    | 98    | 86    | 6     | 18    | 2        | 0        | 1        | 23    | 10    | 1     | 0        | 3     | --    | 9     | --    | 6     | 6     | 6        | .209  | .284     | .267     | .552  |
| 1953       | 巨人       | 29    | 83    | 74    | 9     | 21    | 4        | 0        | 1        | 28    | 11    | 0     | 0        | 6     | --    | 3     | --    | 0     | 8     | 5        | .284  | .312     | .378     | .690  |
| 1954       | 巨人       | 5     | 8     | 8     | 0     | 1     | 0        | 0        | 0        | 1     | 0     | 0     | 0        | 0     | 0     | 0     | --    | 0     | 1     | 0        | .125  | .125     | .125     | .250  |
| 1955       | 巨人       | 1     | 2     | 2     | 0     | 0     | 0        | 0        | 0        | 0     | 0     | 0     | 0        | 0     | 0     | 0     | 0     | 0     | 0     | 0        | .000  | .000     | .000     | .000  |
| 通算：13年 | 通算：13年 | 549   | 1437  | 1275  | 133   | 312   | 42       | 9        | 15       | 417   | 151   | 29    | 12       | 23    | 0     | 137   | 0     | 2     | 103   | 22       | .245  | .319     | .327     | .646  |

### 年度別監督成績
| 年度   | チーム | 順位 | 試合 | 勝利 | 敗戦 | 引分 | 勝率 | ゲーム差 | チーム 本塁打 | チーム 打率 | チーム 防御率 | 年齢 |
| ------ | ------ | ---- | ---- | ---- | ---- | ---- | ---- | -------- | ------------- | ----------- | ------------- | ---- |
| 1944年 | 巨人   | 2位  | 35   | 19   | 14   | 2    | .576 | 8        | 5             | .236        | 1.92          | 26歳 |
| 1946年 | 巨人   | 2位  | 105  | 64   | 39   | 2    | .621 | 1        | 24            | .257        | 2.59          | 28歳 |

※1946年は6月10日限りで中島治康と交代

### タイトル
- 最多勝利：1回（1943年）
- 最優秀防御率：3回（1943年、1946年、1949年）
- 最多奪三振：2回（1943年、1944年）※当時連盟表彰なし
- 最高勝率：3回（1943年、1946年、1949年）※3回は歴代3位タイ

### 表彰
- 沢村栄治賞：1回（1949年）
- ベストナイン：1回（1949年）
- 野球殿堂競技者表彰（1976年）

### 記録
- 通算防御率：1.90 ※日本プロ野球記録（2000投球回以上）
- 通算勝率：.697 ※日本プロ野球記録（2000投球回以上）
- シーズン最高防御率：0.73（1943年） ※NPB記録
- シーズン最多完封勝利：19（1943年） ※NPBタイ記録（野口二郎と並ぶ）。ほかに2完封引き分けあり[40]。
- シーズン最多先発勝利：32（1943年） ※NPBタイ記録（須田博、野口二郎と並ぶ）[41]
- 新人最多連勝：10（1942年） ※1リーグ時代記録[42]
- 完全試合：1回（1950年6月28日、対西日本パイレーツ10回戦、青森市営野球場） ※史上初
- ノーヒットノーラン：2回（1943年5月22日、対名古屋軍3回戦、後楽園球場、1950年6月28日：完全試合（上述）） ※史上11人目
- 200勝：1955年10月11日、対広島カープ26回戦（和歌山県営球場） ※史上6人目
- 連続試合完封勝利：6（1943年8月2日 - 9月12日） ※NPB記録[43]
- 連続イニング無失点：62（1943年8月1日 - 9月15日） ※1リーグ時代記録[12]
  - 8月1日、対西鉄軍8回戦（後楽園球場）3回
  - 8月2日、対大和軍7回戦（後楽園球場）9回
  - 8月8日、対阪神軍7回戦（後楽園球場）9回
  - 8月10日、対南海軍8回戦（後楽園球場）9回
  - 8月16日、対阪神軍8回戦（阪神甲子園球場）9回
  - 8月17日、対朝日軍8回戦（阪神甲子園球場）9回
  - 9月12日、対朝日軍9回戦（後楽園球場）9回
  - 9月15日、対阪神軍10回戦（後楽園球場）5回
- 完投試合最少投球数：75（1946年10月27日、対阪急軍15回戦、阪急西宮球場）[44][注 2]
- 2日連続完封勝利：2回（1943年8月16日 - 17日（上述）、9月18日 - 19日） ※2回はNPB記録[45]
  - 9月18日、対阪急軍9回戦（後楽園球場）9回
  - 9月19日、対西鉄軍10回戦（後楽園球場）9回
- 投手のシーズン最多本塁打：7（1950年） ※セ・リーグ記録[46]。2014年に大谷翔平が10本塁打で更新
- オールスターゲーム出場：2回（1951年、1953年）
- マダックス（100球未満完封）達成（1950年6月28日、上記の「完全試合」と同一試合）

### 背番号
- 35（1942年 - 1943年）
- 23（1946年）
- 3（1947年）
- 17（1948年 - 1956年）
- 31（1957年）

注：1944年のシーズンは全6球団で背番号廃止